# Pomacea cumingii
Pomacea cumingii és una espècie de mol·lusc gastròpode d'aigua dolça de la família Ampullaridae originària d'Amèrica central. A la Unió Europea el transport, comerç i tinença d'aquesta espècie invasora són prohibits. El seu nom és un honor del naturalista britànic Hugh Cuming (1791-1865).

## Descripció

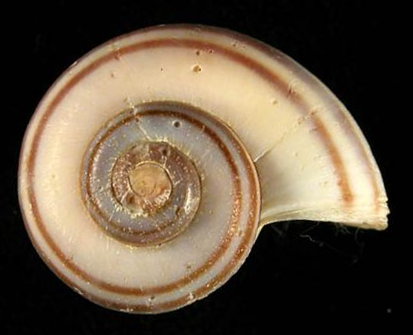
Vista apical

La conquilla és de mida mitjana, com una baldufa compacta i arrodonida, és de color blanquinós amb faixes marrons amples. Té una gran obertura de forma ovalada. L'espira és obtusa i molt baixa, la sutura indentada i l'omblígol estret. Són herbívors.

## Distribució
És originaria del sud d'Amèrica central, entre d'altre a Chiapas, Mèxic, Panamà, Quito i Puerto Rico.